# Brandeso
Brandeso o San Lorenzo de Brandeso (llamada oficialmente San Lourenzo de Brandeso) es una parroquia española del municipio de Arzúa, en la provincia de La Coruña, Galicia.

## Entidades de población
Entidades de población que forman parte de la parroquia:
- Bustelo
- Campos (Os Campos)
- Casal de Abaixo (O Casal de Abaixo)
- Casal de Arriba (O Casal de Arriba)
- Cimadevila
- Garmalla (A Garmalla)
- Iglesia (A Igrexa)
- Os Monteiros
- Piñeiro (O Piñeiro)

## Despoblado
Despoblado que forma parte de la parroquia:
- Cubelo (O Covelo)

## Demografía
| Gráfica de evolución demográfica de Brandeso entre 2000 y 2018 |
|                                                                |
| Datos según el nomenclátor publicado por el INE.               |